# Свитанок (Харьковская область)
Свита́нок, до 1962 Ста́лино (укр. Світанок) — село,
Введенский поселковый совет,
Чугуевский район,
Харьковская область.
Код КОАТУУ — 6325455303. Население по переписи 2001 года составляет 142 (65/77 м/ж) человека.

## Географическое положение
Село Свитанок находится на левом берегу реки Роганка; выше по течению на расстоянии в 2 км расположено село Рогань (Харьковский район), ниже по течению на расстоянии в 2 км расположено село Зелёный Колодезь.
На расстоянии в 1 км расположен посёлок Докучаевское (Харьковский район).

## История
- 1930 — дата основания сельхозкоммуны имени Сталина.[5]
- После XX съезда КПСС село Сталино переименовано в Свитанок (Рассвет).